# ポリクソ (小惑星)
ポリクソ (308 Polyxo) は小惑星帯にあるとても大きな小惑星でT型小惑星に分類される。1891年3月31日にマルセイユでアルフォンス・ボレリーによって発見された。
ギリシア神話のニンフで、ナイル川の神ネイロスの娘でダナオスの妻の一人ポリュクソーから名付けられた。